# Phyllocnistis abatiae
Phyllocnistis abatiae är en fjärilsart som beskrevs av E. M. Hering 1958. Phyllocnistis abatiae ingår i släktet Phyllocnistis och familjen styltmalar. Inga underarter finns listade i Catalogue of Life.